# Aneuploïdia
L'aneuploïdia és un nombre anormal de cromosomes, i és un tipus d'anormalitat cromosòmica. Un cromosoma extra o un que manca és una causa freqüent de trastorns genètics (defectes de naixement). Algunes cèl·lules canceroses també tenen un nombre anormal de cromosomes. L'aneuploïdia ocorre durant la divisió cel·lular quan els cromosomes no se separen adequadamententre les dues cèl·lules. Les anormalitats cromosòmiques ocorren en un de cada 160 nascuts vius, el més comuns són els cromosomes extres 21, 18 i 13.
Les diferents espècies tenen diferents nombres normals de cromosomes i això l'aneuploïdia es refereix als nombres de cromosomes de cada espècie.
Els canvis en el nombre de cromosomes no ha de ser present necessàriament en totes les cèl·lules de l'individu. El mosaicisme és la presència d'aneuploïdia en només algunes cèl·lules de l'individu.

## Terminologia
En sentit estricte, quan es donen en humans més de 46 cromosomes es considera heteroploide mentre que un múltiple exacte d'un complement de cromosoma haploide es considera euploide.
| Nombre de cromosomes | Nom                   | Descripció |
| 1                    | Monosomia             | Monosomia carència d'un cromosoma. La monosomia en cromosomes sexuals causa la síndrome de Turner                                                      |
| 2                    | Disomia               | Disomia és la presència de dues còpies d'un cromosoma.                                                                                                 |
| 3                    | Trisomia              | Trisomia per la presència de tres còpies, en lloc de les dues normals, d'un cromosoma particular. Trisomia del cromosoma 21 causa la síndrome de Down. |
| 4/5                  | tetrasomia/pentasomia | Tetrasomia i pentasomia són la presència de quatre o cinc còpies respectivament d'un cromosoma.                                                        |